# Kanadische Konföderation

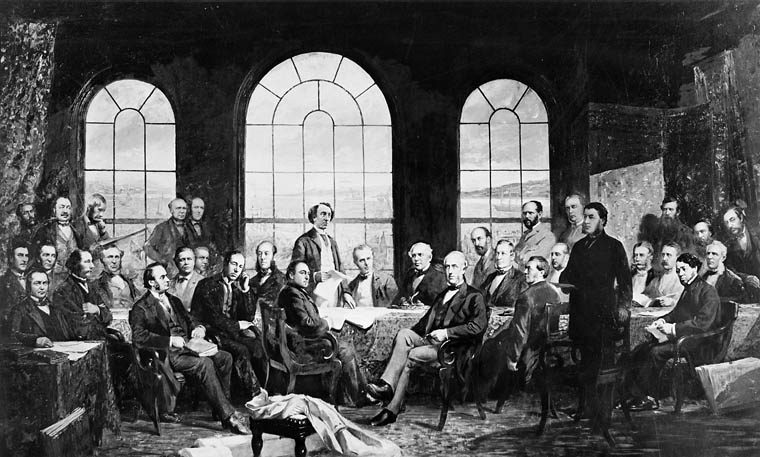
„Die Väter der Konföderation“. Fotografie des Gemäldes von Robert Harris, das eine Kombination von Szenerie und Teilnehmern der Konferenzen in Charlottetown und Québec darstellt. Das Originalgemälde wurde 1916 beim Brand des Parlamentsgebäudes zerstört.

Der Begriff Kanadische Konföderation (englisch Canadian Confederation, französisch Confédération canadienne) bezeichnet die Ereignisse, die am 1. Juli 1867 zur Gründung des Bundesstaates Kanada (Dominion of Canada) führten. Aus drei britischen Kolonien wurden vier kanadische Provinzen gebildet: Die britische Provinz Kanada wurde in die neuen kanadischen Provinzen Ontario und Québec geteilt, aus den britischen Kolonien New Brunswick und Nova Scotia wurden gleichnamige kanadische Provinzen.
Ebenso bezeichnet der Begriff die darauf folgenden Erweiterungen um weitere Provinzen und Territorien im ehemaligen Britisch-Nordamerika. „Konföderation“ wird häufig verwendet, um Kanada auf abstrakte Weise zu umschreiben, ein Beispiel dazu ist „Väter der Konföderation“ (engl. Fathers of Confederation, frz. Pères de la Confédération). In der Geschichte Kanadas wird häufig die Zeit vor und nach der Konföderation unterschieden.

## Geschichte

### Koloniale Organisation
Vor der Konföderation im Jahr 1867 bestand Britisch-Nordamerika aus sechs verschiedenen Kolonien: Nova Scotia, New Brunswick, die Provinz Kanada (heute Québec und Ontario), Prince Edward Island, Neufundland sowie die Vereinigten Kolonien von Vancouver Island und British Columbia. Den Rest des heutigen Staatsgebiets bildeten Ruperts Land und das Nordwestliche Territorium, die von der Hudson’s Bay Company kontrolliert und 1870 an Kanada abgetreten wurden, sowie der Arktische Archipel, der unter direkter britischer Kontrolle war und 1880 in den Besitz Kanadas gelangte.

### Frühe Projekte

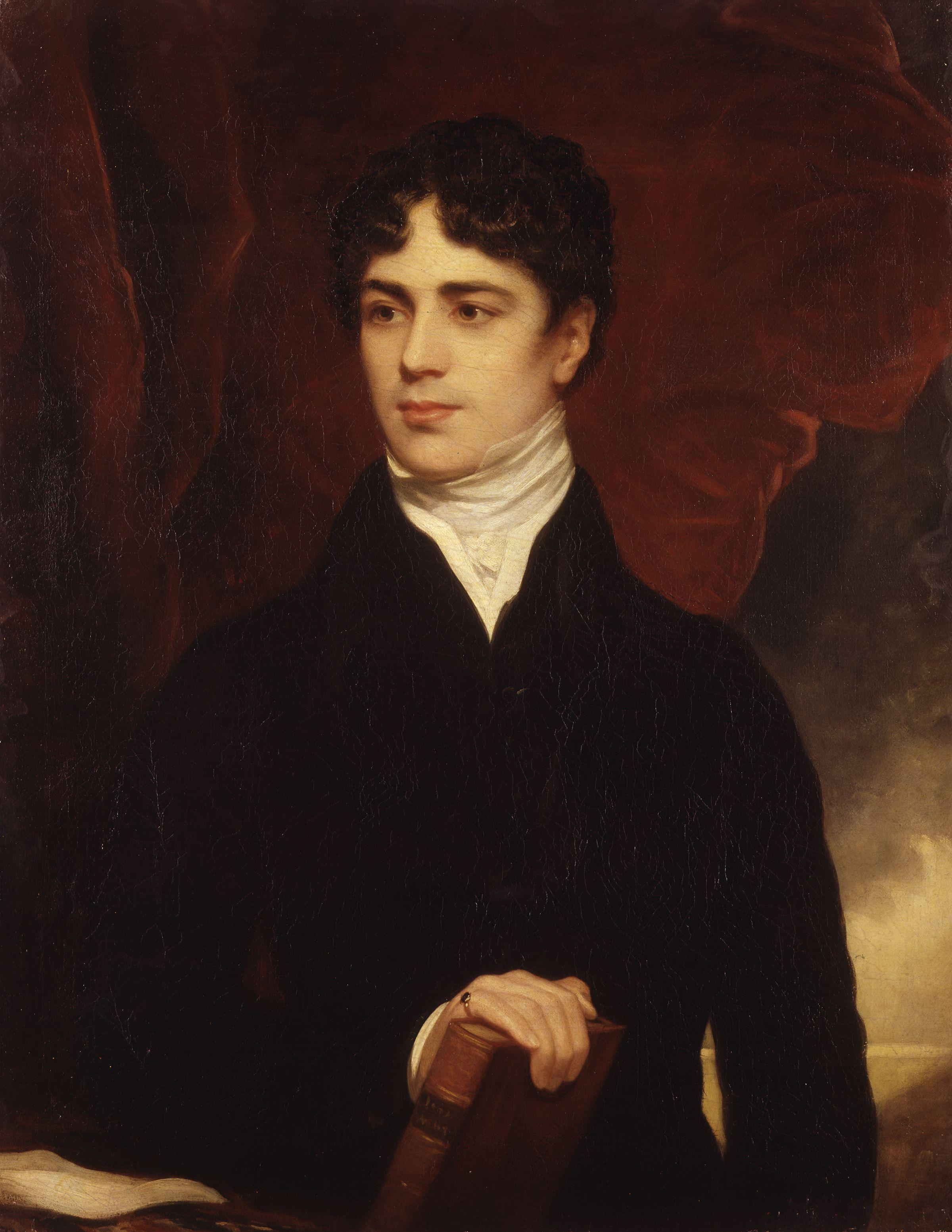
Lord Durham

Die Idee einer Union aller britischen Kolonien in Nordamerika geht auf das Jahr 1754 zurück, als der Albany-Kongress stattfand, zwanzig Jahre vor dem ersten Kontinentalkongress. Es folgten mindestens zwölf weitere Vereinigungsprojekte. Diese betrafen aber nicht die Kolonien, die im Gebiet des heutigen Kanada lagen. 1839 griff Lord Durham die Idee wieder auf, als er seinen „Bericht über die Lage in Britisch-Nordamerika“ (Report on the affairs of British North America) veröffentlichte. Dieser Bericht entstand als Reaktion auf die Rebellionen von 1837.
1857 schlug Joseph-Charles Taché in einem Artikel im Courrier du Canada eine Föderation vor. Die Politiker Alexander Tilloch Galt, George-Étienne Cartier und John Ross reisten nach Großbritannien, um dem britischen Parlament das Projekt einer Vereinigung der britischen Kolonien vorzustellen. Das Projekt stieß bei den verantwortlichen Behörden jedoch auf Gleichgültigkeit. 1864 herrschte unter den führenden politischen Gruppierungen Einigkeit darüber, dass die Bestimmungen des Act of Union 1840 für eine andauernde effektive Verwaltung der Provinz Kanada zu kompliziert seien. Es bildete sich eine große Koalition, um die Reform des politischen Systems voranzutreiben.

### Verhandlungen

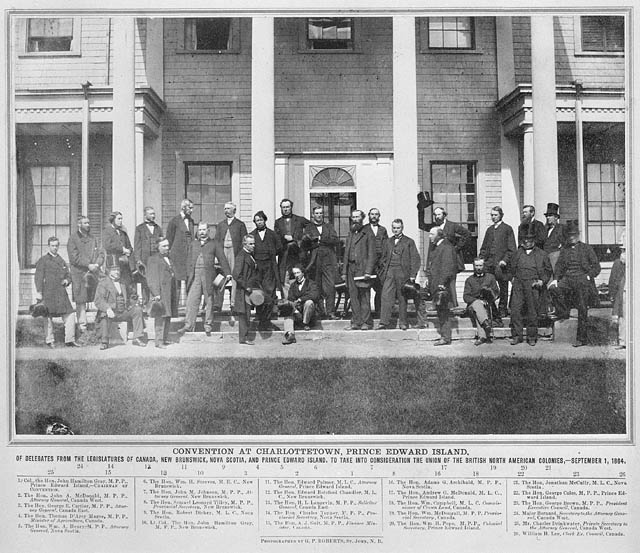
Teilnehmer der Charlottetown-Konferenz

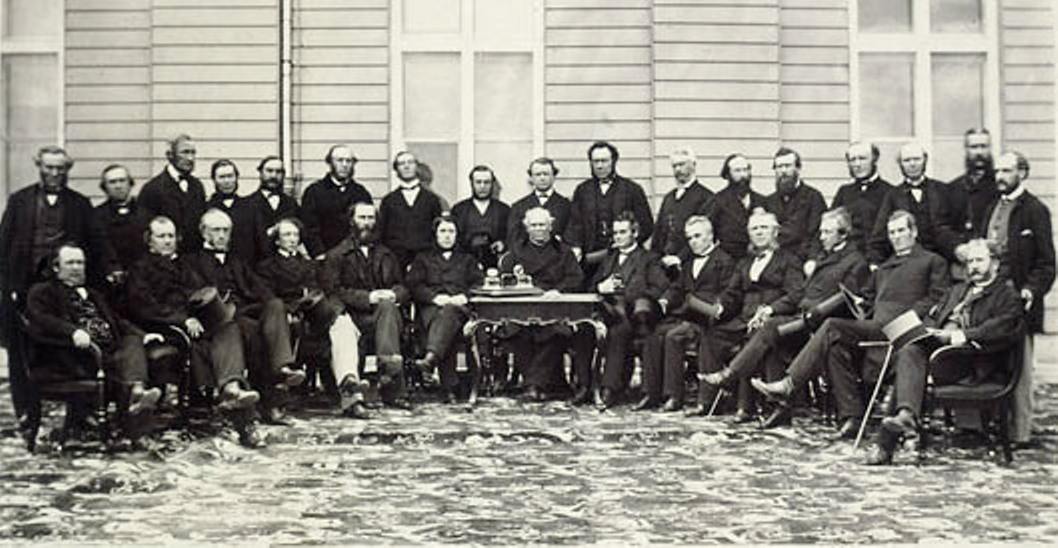
Teilnehmer der Québec-Konferenz

Der zukünftige kanadische Premierminister John Macdonald und andere einflussreiche Politiker ermunterten die Kolonien New Brunswick, Nova Scotia und Prince Edward Island, Vertreter zu entsenden, um über die Einführung der Selbstverwaltung in Form eines vereinigten Dominion zu diskutieren. Einige führende Politiker der Seeprovinzen befürchteten aufgrund des vorgeschlagenen Wahlsystems und der geplanten Zentralregierung eine Dominanz der bevölkerungsreichen Provinzen Ontario und Québec.
Die erste Konferenz fand im September 1864 in Charlottetown statt. Ursprünglich waren nur Vertreter der vier atlantischen Kolonien eingeladen, die über die Schaffung einer Atlantischen Union beraten sollten. Im Namen der Provinz Kanada ersuchte John Macdonald um die Teilnahme von Delegierten dieser Kolonie. Während der Charlottetown-Konferenz schlug Macdonald die Vereinigung aller britischen Kolonien in Nordamerika vor. Es wurden zwar keine verbindlichen Beschlüsse gefasst, doch vereinbarten die Delegierten ein zweites Treffen.
Bei der zweiten Konferenz in der Stadt Québec im Oktober 1864 wurden die verfassungsrechtlichen Grundlagen des neu zu bildenden Staates festgelegt. Im Rahmen der Québec-Konferenz erhielten New Brunswick und Nova Scotia die Zusage, dass eine Eisenbahnlinie nach Québec gebaut werden sollte (die Intercolonial Railway). Die Kolonien Prince Edward Island und Neufundland entschlossen sich, vorerst nicht beizutreten. Die Londoner Konferenz im Dezember 1866 bildete den Abschluss der Verhandlungen.
Die Konferenzteilnehmer beschlossen, den neuen Staat als Dominion of Canada zu bezeichnen. Andere Vorschläge wie Kingdom (Königreich) oder Confederation wurden aus verschiedenen Gründen abgelehnt. Der Begriff Dominion wird Samuel Leonard Tilley zugeschrieben, der während einer Morgenandacht den Psalm 72:8 der King-James-Bibel gelesen haben soll: („He shall have Dominion also from sea to sea, and from the river unto the ends of the earth.“). Dominion umschreibt also die angestrebte Ausdehnung Kanadas: Von Ozean zu Ozean (from sea to sea) und vom Sankt-Lorenz-Strom (from the river) bis zum Nordpol (unto the ends of the earth).

### British America Act 1867

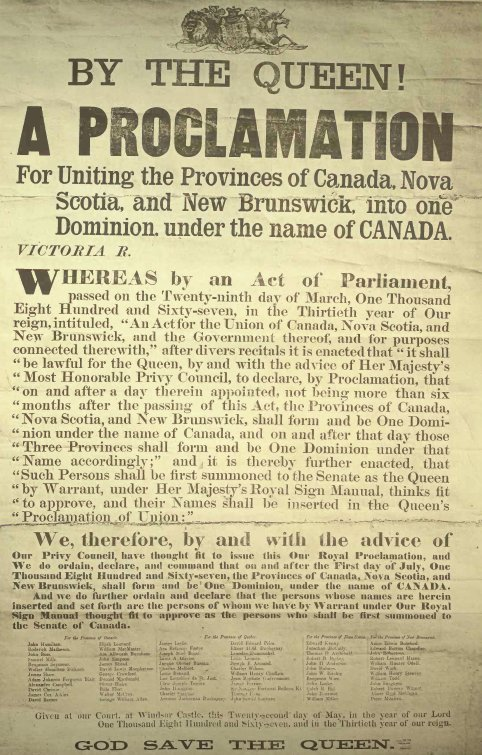
Proklamation der Kanadischen Konföderation

Mit der Zustimmung von Königin Victoria zum British North America Act war am 29. März 1867 der Gesetzgebungsprozess abgeschlossen. Das Gesetz, das die Provinz Kanada mit den Kolonien New Brunswick und Nova Scotia vereinigte, trat am 1. Juli 1867 in Kraft. Es ersetzte den Act of Union 1840, der Oberkanada und Niederkanada zur Provinz Kanada verschmolzen hatte. Es bildeten sich die neuen Provinzen Ontario und Québec. Der 1. Juli ist heute kanadischer Nationalfeiertag (engl. Canada Day, frz. Fête du Canada).
Der British North America Act gab Kanada bedeutend mehr Autonomie als zuvor, doch war der Staat bei weitem nicht von Großbritannien unabhängig. Die Außenpolitik blieb in britischer Hand, die Justizkommission des Privy Council war weiterhin das oberste Berufungsgericht und die Verfassung konnte nur durch das britische Parlament geändert werden. Kanada gewann mit der Zeit immer mehr Autonomie hinzu und erlangte 1931 mit dem Statut von Westminster fast vollständige Unabhängigkeit. Mit dem Kanada-Gesetz erhielt das Land 1982 auch in Verfassungsfragen Unabhängigkeit. Die kanadische Verfassung besteht aus einer Reihe von Gesetzen und ungeschriebenen Traditionen. Das wichtigste ist das Verfassungsgesetz von 1982, welches den British North America Act in Verfassungsgesetz von 1867 (engl. Constitution Act 1867, frz. Loi constitutionnelle de 1867) umbenannte.

## Väter der Konföderation
Die oben stehende Liste verzeichnet die Teilnehmer der Konferenzen von Charlottetown, Québec und London. Diese Personen werden auch als „Väter der Konföderation“ bezeichnet.
Es gab ursprünglich 36 Väter der Konföderation, wobei Protokollführer Hewitt Bernard manchmal hinzugerechnet wird. Personen, die nach 1867 ihre jeweiligen Provinzen in die Konföderation einbrachten, werden ebenfalls so bezeichnet. Dies trifft auf Amor De Cosmos aus British Columbia und Joey Smallwood aus Neufundland zu.

## Beitritt zur Konföderation

### Weitere Entwicklung
Nach der Verabschiedung des Manitoba Act durch das kanadische Parlament entstand am 15. Juli 1870 die neue Provinz Manitoba, die ursprünglich bedeutend kleiner war als heute. British Columbia trat am 20. Juli 1871 durch Parlamentsbeschluss bei. Dabei spielte vor allem eine Rolle, dass Premierminister John Macdonald versprochen hatte, innerhalb von zehn Jahren eine Eisenbahnlinie quer durch den gesamten Kontinent zu errichten. Prince Edward Island trat am 1. Juli 1873 bei, nachdem eine Fährverbindung garantiert worden war (diese Bestimmung konnte 1997 nach Eröffnung der Confederation Bridge annulliert werden).
Kanada erwarb 1869 Ruperts Land von der Hudson’s Bay Company sowie das von Großbritannien beanspruchte Nordwestliche Territorium. Der formelle Besitzwechsel erfolgte am 15. Juli 1870, als die beiden Territorien zu den Nordwest-Territorien vereinigt wurden. 1880 übergab Großbritannien den gesamten arktischen Archipel an Kanada. Aus den Nordwest-Territorien wurden am 13. Juni 1898 das Yukon-Territorium und am 1. September 1905 die Provinzen Alberta und Saskatchewan herausgelöst. Neufundland trat am 31. März 1949 bei (ebenfalls nach Zusicherung einer Fährverbindung). Aus dem östlichen Teil der Nordwest-Territorien entstand am 1. April 1999 das Territorium Nunavut.

### Rangfolge
Die nachfolgende Liste zeigt die Provinzen und Territorien Kanadas in der Reihenfolge ihres Beitritts zur Konföderation. Bei formellen Anlässen nehmen die Vertreter der Provinzen und Territorien diese protokollarische Rangfolge ein, wobei Provinzen stets Vorrang vor Territorien haben. Sind am selben Datum mehrere Provinzen beigetreten, so richtet sich die Rangfolge nach der Einwohnerzahl zum Zeitpunkt des Beitritts.
| Rang | Datum             | Provinz / Territorium    |
| ---- | ----------------- | ------------------------ |
| 01.  | 1. Juli 1867      | Ontario                  |
| 02.  | 1. Juli 1867      | Québec                   |
| 03.  | 1. Juli 1867      | Nova Scotia              |
| 04.  | 1. Juli 1867      | New Brunswick            |
| 05.  | 15. Juli 1870     | Manitoba                 |
| 06.  | 20. Juli 1871     | British Columbia         |
| 07.  | 1. Juli 1873      | Prince Edward Island     |
| 08.  | 1. September 1905 | Saskatchewan             |
| 09.  | 1. September 1905 | Alberta                  |
| 10.  | 31. März 1949     | Neufundland und Labrador |
| 11.  | 15. Juli 1870     | Nordwest-Territorien     |
| 12.  | 13. Juni 1898     | Yukon                    |
| 13.  | 1. April 1999     | Nunavut                  |